# Squadra albanese di Coppa Davis
La squadra albanese di Coppa Davis rappresenta l'Albania nella Coppa Davis, ed è posta sotto l'egida della Federazione Tennis Albanese.
La squadra ha esordito soltanto nel 2010, e non ha mai superato il Gruppo III della zona Euro-Africana.

## Organico 2013
Aggiornato al match delle fasi zonali contro Liechtenstein del 25 maggio 2013. Fra parentesi il ranking del giocatore nel momento della disputa degli incontri.
- Flavio Dece (ATP #)
- Genajd Shypheja (ATP #)
- Rei Peluschi (ATP #)
- Kevi Kaceli (ATP #)